# 震電
九州 J7W 震電
戦後、連合国軍の命令により外観のみ修復した震電
- 用途：戦闘機
- 分類：局地戦闘機
- 設計者：鶴野正敬
- 製造者：九州飛行機、海軍航空技術廠
- 運用者：日本海軍
- 初飛行：1945年8月3日
- 生産数：1機
- 運用状況：試作のみ

震電（しんでん）は、第二次世界大戦末期に大日本帝国海軍が試作した局地戦闘機である。前翼型の独特な機体形状を持つため「異端の翼」とも呼ばれた。最高速度400ノット（約740 km/h）以上の高速戦闘機の計画で、1945年（昭和20年）6月に試作機が完成、同年8月に試験飛行を行い終戦を迎えた。略符号はJ7W。

## 歴史

### 研究開発

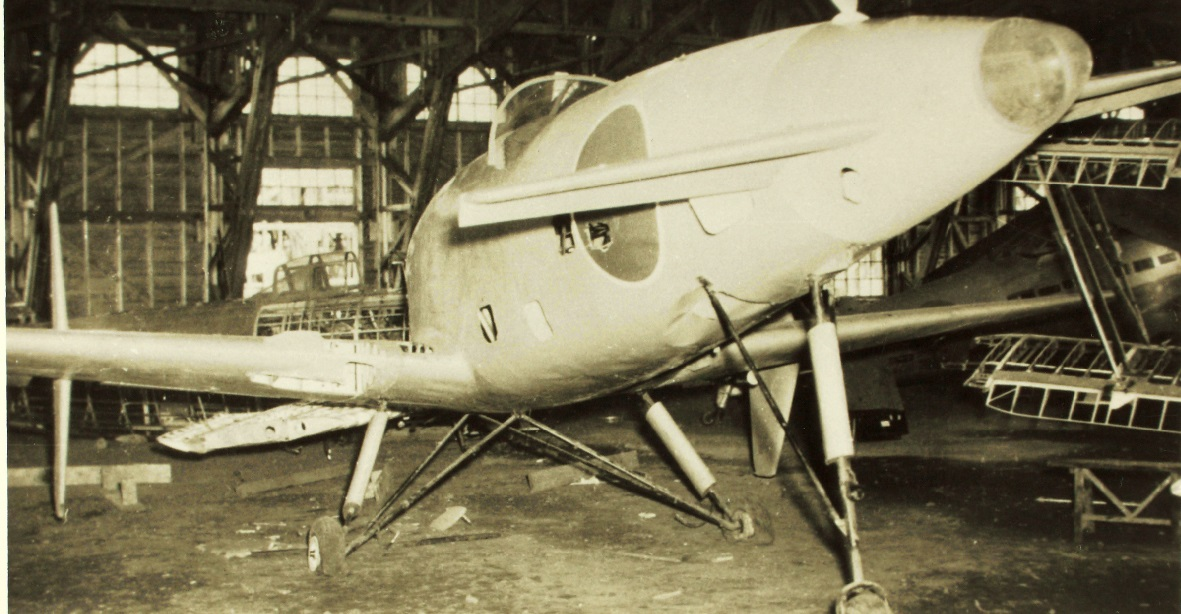
実験用小型滑空機MXY6

1942年（昭和17年）から1943年（昭和18年）頃、海軍航空技術廠（空技廠）飛行機部の鶴野正敬技術大尉は従来型戦闘機の限界性能を大幅に上回る革新的な戦闘機の開発を目指し、前翼型戦闘機を構想し、研究を行っていた。また、1943年（昭和18年）、軍令部参謀に着任した源田実中佐は、零戦が既に敵から十分研究されているであろうと考え、零戦とは別に異なる画期的な戦闘機を求めて高速戦闘機を模索していたが、技術的に提案する知識がなかった。しかし、同じ考えを持つ鶴野の存在によって、震電の開発が動き出した。
前翼型飛行機とは、水平尾翼を廃し主翼の前に水平小翼を設置した形態の飛行機である。従来型戦闘機ではエンジン、プロペラ、武装の配置が機体の前方に集中しており、操縦席後部から尾翼にかけての部位が無駄なスペースとなっていた。これに対し前翼機では武装を前方、エンジン及びプロペラを後方に配置することで機体容積を有効に活用でき、前翼自体も揚力を発生させることから（通常機の水平尾翼は下向きに揚力を発生させる）、主翼をコンパクトにすることが出来、全体的に機体をより小型にすることが可能となる。従って機体が受ける空気抵抗も減少し、従来型戦闘機の限界速度を超えることが可能となる、というのがその基本理論であった。
初となる前翼型戦闘機の試みであったが、陸軍は1943年に満州飛行機に対し九九式襲撃機の後継機となる推進式を採用したキ98の試作指示を行っていた。ただしキ98は双胴であり空戦より襲撃機（攻撃機）としての能力が重視され、研究機としての性格も強かった。後に試作機整理の対象となり計画は中止された。
当時は各国でも単胴前翼機の試作は行われていた。代表的な例としてイタリアのアンブロシーニ SS.4、アメリカのXP-55 アセンダー、イギリスのマイルズ・リベルラ等が挙げられるが、いずれも実運用に至ったものはなかった。震電の開発に当たっても中には「自然界に無い様な形状のものには何かしらの欠点があるはずだ。鶴野はそれに気づいていないのだ。」という様な意見をもつ者もあった。しかし、欧米の新型機への対抗という課題の中にあって、原理的に間違いのないものであるならと大方の賛同を得ていた。
1943年（昭和18年）8月、空技廠にて風洞実験が行われる。1944年（昭和19年）1月末、実験用小型滑空機（MXY6）を用いて高度およそ1,000 m程からの滑空試験に成功し基礎研究を終えた。既に高高度爆撃機の本土来襲を予測していた海軍は、翌2月には試作機の開発を内定。実施設計及び製造を行う共同開発会社として、当時、陸上哨戒機「東海」の開発が完了し、他の航空機会社に比べ手空きであった九州飛行機が選定され、空技廠からは鶴野らが技術指導のため同社へ出向した。
要求性能を決定する際、用兵者側（小福田部員）から空戦フラップの装備を要求する声があったが、設計側は「本機は格闘戦はやらない建前」と弁明。北野部員も「フラップを一杯に出せば抵抗が増える、半分出した位なら雷電より劣った空戦フラップになる」と反駁した、航空技術廠飛行機部、科学部はその効果を疑問視して巴戦を避け、アメリカ軍のP-51やP-38と同じく高速性を生かした一撃離脱戦法をとる意見であった。軍令部参謀の源田実中佐からも「400ノット以上の高速戦闘機が欲しいからこれをやるのであり、あまり付帯要求を出しすぎて速度が落ちるようなことがあってはならぬ」という指導的意見がありながらも結局、自動空戦フラップを取り付けることにして検討を進めたという。
海軍では1943年に雷電が初飛行していたが一部の問題が解決されておらず生産数は少なかった。このほかに1939年頃から雷電の後継機として、ハ43を採用した推進式の局地戦闘機閃電の計画が存在し三菱重工業で開発が行われていた。閃電は最高速度750 km/h以上、上昇力は高度8,000 mまで10分、武装は30 mm機銃2挺と20 mm機銃2挺、爆弾を2個搭載という要求を満たすため、機体形状はスウェーデンのサーブ 21のような単発中翼双胴を予定していた。三菱にとって開発経験の無い機体だったことから問題対処に時間がかかっている間に震電の計画に見通しが付いたため、機種整理の対象となり1944年7月に試作中止となった。

### 試作
1944年（昭和19年）5月、連合軍の大型爆撃機の迎撃を最大の目的として、十八試局地戦闘機震電が正式に試作発令される。当初、海軍の要求は1944年の4月から製図に取り掛かり、同年末には機体を完成させよというものだった。このため、九州飛行機では近隣は元より、奄美大島、種子島、熊本などからも多くの女学生、徴用工を動員し体制を整えた。その数は最盛期には5万人を超え、量産に移った際には月間300機の生産を可能とする目算が立っていた。また資材については、将来的に比較的余裕のある鉄で作る事を考えよとの要求もあった。
1944年6月16日未明、本土北九州方面八幡に初のアメリカ軍のボーイングB-29来襲。開発班は撃墜機を実地見学。
1944年11月、技術者を集結させた九州飛行機は通常1年半は掛かる製図作業をわずか半年で完了。約6,000枚の図面を書き上げる。同月ヘンシェル社のドイツ人技師、フランツポールが訪問。指導により大量生産を考慮した改造図面の作成に着手。
1944年12月から1945年（昭和20年）4月にかけて、震電への搭載が予定されていた「ハ43-42」エンジンの開発にあたっていた三菱重工の名古屋工場が、断続的に行われたアメリカ軍のB-29の空爆により再起不能の壊滅的な被害を受ける。開発の大幅な遅延に繋がる。
1945年3月、大刀洗飛行場へのアメリカ軍のB-29の空爆爆撃を受けて、現在の筑紫野市原田へと九州飛行機は工場の疎開を決定。部品の運搬は牛車で夜中に行われた。
1945年6月、1号機が完成し蓆田飛行場（現在の福岡空港）へ運搬。翌7月完工式。鶴野自身による滑走試験中、機首を上げ過ぎたために、プロペラ端が地面に接触して先端が曲がってしまう。この後、プロペラを試作2号機用の物と交換、機首上げ時にプロペラが接触しないよう側翼の下に機上作業練習機白菊の車輪が付けられた。（量産機では主脚の接地位置をうしろにずらし、垂直尾翼の下に車輪は付けない予定であった）
1945年8月3日、九州飛行機テストパイロット操縦の試験飛行にて初飛行に成功。続く6日、8日と試験飛行を行ったが、発動機に故障が発生し三菱重工へ連絡をとって部品を取り寄せている最中に終戦となった。

## 特徴

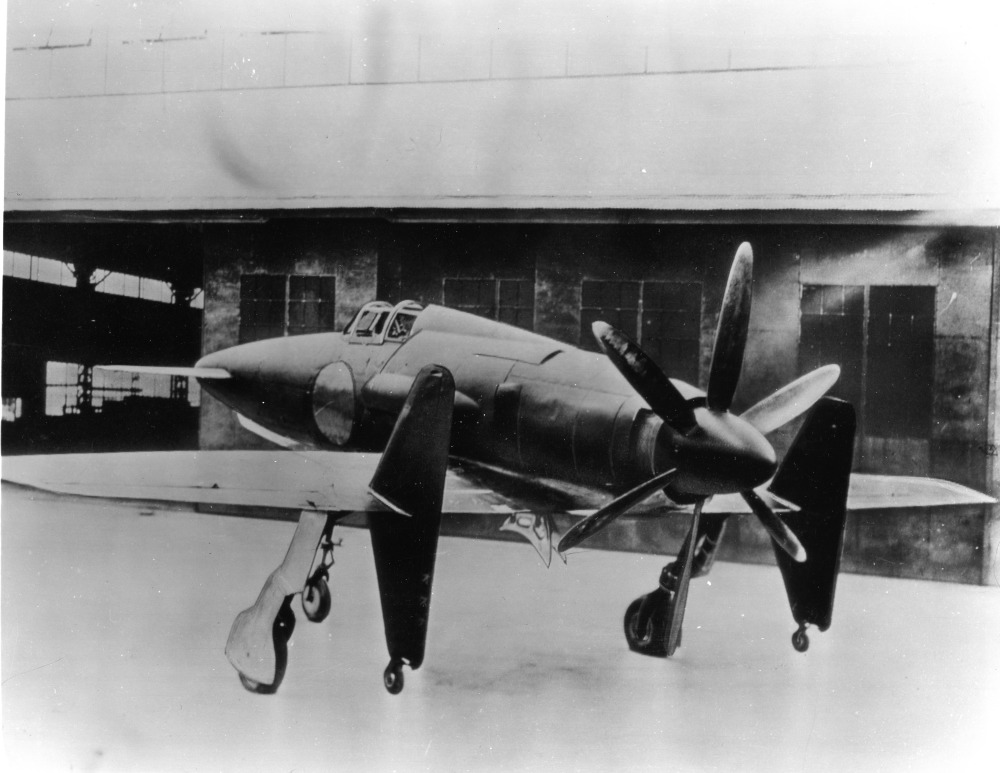
後部のプロペラ

最大速度400ノット（約740km/h）以上目標として開発されたため、機体後部にプロペラ、機首付近に小翼を配した前翼型（エンテ型）の設計とするなど、速度性能のみを追求した設計となった。
日本軍では戦闘機には格闘能力を要求しており、多くのパイロットも一式戦闘機や五式戦闘機のような自身の技量を発揮できる運動性の高い機体を好み、一撃離脱戦法が前提で速力はあるが旋回性能では従来機に劣る四式戦闘機は不評であった。大戦中期からは欧米機の高速化により速度を重視した機体も開発されるようになったが、液冷エンジンを搭載した高速機として開発された三式戦闘機にも格闘性能を要求し、開発側も局地戦の雷電に空戦フラップを装備するなど設計段階で配慮していた。しかし震電では格闘性能を切り捨て爆撃機を迎撃する目的に特化した設計となった。
実戦での戦術としては、速力を生かしB-29の前方に展開、高度12,000 mから30 mm機銃4門を斉射しつつ、護衛の戦闘機を速力で振り切り再びB-29の前方に進出、2度目の攻撃を行うとされた。
ただしアメリカ軍は1945年11月から計画していたダウンフォール作戦（日本本土上陸作戦）において爆撃機の護衛を新型のP-51H（1945年2月3日初飛行）に統一する予定であり、現に対日戦終結の時点で370機を軍に引き渡していた。最高速度は784Km/hで、震電の要求値740km/hを上回っている。

### 動力
エンジンには三菱のハ43-42を選定した。ハ43は金星を元に設計された空冷複列星型18気筒エンジンで、高回転化・高ブースト圧化によって離昇出力2,130馬力を発揮した。過給機はギア結合の1段目とフルカン継手式の無段階変速の2段目を持つ2段過給機を備えているが、将来的にはクラッチ結合ギアによる1段3速過給機をもつハ43-44に載せ替える予定だった。この変更はフルカン継手に必要な大容量の潤滑油タンクと油冷却器を不要とするためである。
エンジンから長さ900 mmの延長軸でプロペラを駆動、減速筐はエンジン側ではなくプロペラ側にあり、減速筐とプロペラの間には地上運転および飛行中の冷却補助のための強制冷却ファンがある。長い延長軸を持つためにエンジン架は特殊なものが考案され、「飛行中ノ荷重ニヨリ発動機本体ト減速筐トノ間ニ相対的ノ撓ミヲ全然又ハ極メテ少量シカ生ゼザル」ようになっており、またエンジン・プロペラの負荷は全て主翼桁に直接かかる構造になっている。エンジンカウルのうち最後端の強制冷却ファンの周辺はエンジンに直接装着されており、ファンとダクトの隙間を少なくしている。エンジン排気のうち45 %は油冷却器の後方に、22 %はエンジンカウル内部に噴出して誘導冷却に、36 %はロケット排気管として利用した。
エンジン冷却用の空気取入口は胴体左右、翼根前方と風防スライドレール終端を結ぶ傾斜した平べったい形状となっている。カウルフラップはこの入口の直前にあり、スポイラー状に開閉して入口面積を調整する方式である。
エンジン後方左右にある油冷却器には独立した取入口があり、単排気管を左右各4本ずつ出口直前に配置して噴流で押し流すとともに吸入効率も高めているが、試験飛行で油温が過昇したため空気取入口の改修が予定されていた。
プロペラには住友金属が製造した油圧式、可変ピッチプロペラが採用された。これはVDMのライセンス生産品で、直径は3.4 m、フルフェザリングが可能であった。当初は6翅であったが、生産性および効率の点から4、または5号機以後は幅広の4翅に変更される予定だった。4翅プロペラは直径 3.4mの甲案と 3.5mの乙案の2種が検討されていた。なお脱出時に操縦者の安全を確保するため、減速筐取付ボルトに火薬を仕込んで電気着火で爆砕、冷却ファンとプロペラを機体から分離する機構が予定されていた（1号機には間に合わず非搭載）。これに類似の装置は先行する三菱の J4M閃電 において佐野栄太郎技師が「プロペラ離脱装置」を考案しており特許も取得しているが、震電は独自開発の道を選んだ。なお飛行した試作1号機の震電は、閃電 用に準備されていたエンジンを改造して装備したという。
燃料タンクは総ゴムの積層品で胴体内に400リットル、両翼に各200リットルの計800リットル。さらに200リットル落下増槽2個を両翼下に懸架することができた。また耐蝕アルミ製のメタノールタンクが両翼の燃料タンクの外側に75リットルずつ内蔵されていた。

### 胴体
操縦席背後の防火壁を境目に、前方が胴体、後方がエンジンカウルである。
一般に前翼式は胴体が短く、摩擦抵抗の指標となる機体表面積を縮小できる点で有利とされるが、震電はカウル内に長い流路を内包しており表面積の削減には成功していない。
胴体容積は有効活用され、30 mm機銃4挺、弾倉、撃ち殻受け、訓練用機銃、救命筏、蓄電池、前脚などが納まっている。これらの出し入れのため多くの開口部が必要で、軽量化に有利な応力外皮構造には出来ず特殊な構造で強度を確保している。中でも機銃や弾倉の脱着パネル（ネジ止め）は裏にビード板をスポット溶接され、強度を負担するよう設計されたが、脱着パネルに応力を負担させるには工夫を要し、また脱着できない応力外板に比べ荷重伝達に限界があるため、高負荷時に応力の一部を負担するに留まる。機銃取付部は強力な発射反動を受け止めるため中心線上に橋桁状の補強が施されている。また操縦席側面の外板は強度部材ではなく、強度は内部のプレートガーダー様の箱型の構造が担っている。この構造材と外板の間にロッドやワイヤー、配線を設置することで、外側からこれらを装着・点検することができ生産性・整備性を向上させている。結果的に操縦席部分の横幅は106センチとなり三式戦闘機の84センチよりも太い。操縦席は地上から3.3mの高さにあり木型（モックアップ）審査の時点で海軍から「乗降が困難」という苦情が出ていたが、試作1号機完成後の地上滑走試験、飛行試験とも梯子をかけて乗降している。後方視界は特に要求が無いせいか考慮された形跡もない。
輸送の便の為、震電の機体は胴体防火壁直後で胴体と主翼・エンジン部に分割することができる。これらの結合は防火壁下端と主翼前桁前端の1点と、左右1対の防火壁中ほどと主翼主桁を結ぶパイプの計3点で行われる。

### 翼
主翼は前縁で20度の後退角を持つが遷音速飛行を意識した物ではない。本来、震電の飛行速度域（高亜音速以下）では後退翼よりも直線翼の方が優れた特性を持つが、震電の場合は主翼とプロペラの位置が重なってしまうため、両者を離す目的で後退翼と延長軸が採用されている。
主翼は生産性向上のため従来機とまったく異なる構造をとっている。前桁・主桁・後桁の3本桁を軸に6本の力骨が翼断面方向に配され、強度部材である外板を沈頭ネジ止めするもので、従来のような多数の小骨を用いない。外板は2枚張り合わせ構造で、外板にプレス成型によってビード加工した「板格子」をスポット溶接したもの。このため専用の翼組立工場でなくプレス工場で主翼を完成させることができた。なお胴体貫通する主桁の翼根部分は上下高さが約 400ｍｍあるが、発動機の下部気筒と干渉するため主桁の中央部を 70mm凹ませ 330mmにする処置がとられていた。強度上この部分にはESD（超々ジュラルミン）の特殊機械加工品を使う必要があり、将来的に生産性を阻害する恐れがあった。海軍側は発動機の位置を上げると胴体が太くなり性能が落ちるので主桁の直線化に反対していたが、独ヘンシェル社のフランツ・ポール技師が2度目（1945年2月）の技術指導で来社した際、多少性能が落ちても発動機の位置を上げて生産性を重視するよう強く勧告したため海軍側もこれを受け入れた。この改設計は量産型からで試作機は凹み桁のまま作業を継続している。エルロンはロッドで操作され可動角は上げ20度、下げ15度であり、零戦の30/20度、雷電の33/27度、烈風の35度/25度と比べ小さい。主翼のフラップは零戦と同じスプリット式である。
方向舵をもつ側翼（垂直安定板）は2本桁式の構造で、ボルト1本で主翼に取り付けられる。方向舵の可動角は左右とも20度でφ4.5の複撚鋼索で操作される。前翼は胴体先端部の形状によって空力干渉を受け易いため空技廠科学部を中心とする徹底的な試験・研究が行われ、主翼や胴体を含む前翼型飛行機の最も良い空力的構成のひとつを探り当てたという。前縁スラットと昇降舵兼フラップをもつ前翼は複雑な操作機構を薄く狭いスペースに収める困難さがあったとされ、構造としては2本桁式であるものの上面外板の厚さを5 mmとするなど特殊な構造をとっている。前翼のフラップは翼弦比40％で下面側に露出したアームの先に回転軸を持つセミファウラー式で、開くと後方にせり出して隙間を作ると共に翼弦長を伸ばして揚力係数を高めている。昇降舵はフラップ後縁を形成していて、その舵軸は前翼々弦比80％の位置にあり舵角は上げ25度、下げ30度でロッド操作となっている。前縁スラットはフラップと連動で開き、単独では作動しない 。昇降舵タブは左側のみに有り上下15度の可動角でφ2.5鋼索で操作される。マスバランスは昇降舵、方向舵とも翼端に涙滴型の重錘として取付られている。
昇降舵、方向舵、補助翼は、震電が過去にないほど高速かつ高翼面荷重であることから従来の帆布張りをやめてジュラルミン張りの全金属製とした。また主翼と前翼のフラップについて海軍側はそれぞれ別の油圧作動筒で動かす事を主張したが、この前後のフラップが不揃いの動作をすれば縦安定崩壊、操縦不能墜落が確実であり、陸上哨戒機 東海 の試作段階で左右フラップの不揃い動作に悩んだ経験から、設計が如何に手落ちなく完全であっても工作がそれに付いて行けない事態を恐れ、最終的に前後のフラップは単一の油圧作動筒を主翼側に置き、連結桿で前翼フラップを連動させる設計になった。フラップの開度は前翼/主翼とも35度に統一されている。
装備が検討されていた自動空戦フラップには紫電改と同じ包絡線方式のものを採用したが、格闘戦をしない建前の本機が空戦フラップを有効に使えるかどうか、空技廠科学部などで検討を続けていたという。

### 降着装置
前輪式の降着装置を持つ。プロペラが機体後部にある上、離陸滑走距離の要求から地上静止角を5度上向きとしたために主脚・前脚は長いものになった。主脚は艦上偵察機「彩雲」の主脚と共通化する計画もあったが、結局独自の脚が必要と判断され、タイヤサイズ（直径725x幅200）以外に互換性は無い。前脚は陸上偵察機 試製「景雲」から自動求心装置やシミー防止ダンパーなどを流用している。なお前脚は故障で出ないと乗員機体とも損傷確実なため、作動油圧喪失時でもロック解除により自重と風圧で容易に出せるよう前方に引込みになっている。結果的に前車輪と主車輪の間隔が狭くなり、強度的にも不利なうえ地上での方向安定不良、旋回の困難を心配する声もあった。設計副課長の清原邦武は1号機の試験では問題はなかったと回想しているが、実際には鶴野自身による地上滑走試験で機首を上げ過ぎてプロペラ先端と側翼下端を破損する事故を起こしており、急遽側翼下端に機上作業練習機白菊の尾輪が取付けられている。また松田技師は初飛行当日も、滑走路の端へ整備員達が震電の脚柱を押して行く際「いつもながら機首が持ち上がりそうな感じにとらわれた」と語っている。根本的対策として地上での主輪位置を後方に10cm移動する改修が決定され、3号機以降から実施する予定だった。
前輪式は尾輪式に比べ離着陸操作が容易な反面、爆弾穴を埋め戻したような荒れた路面には尾輪式の方が強く、前輪で跳ねた小石がプロペラを傷つければ飛行性能に響くため、運用できる滑走路は限られる。

### 武装・防弾
主武装として五式三十粍固定機銃を4挺機首に搭載する（3度上向きに固定）。装弾数は各60発。重量はトータルで475kg（砲280kg+弾195kg）となる。弾倉は交換式かつすべて共通で、胴体側面から作業することができた。自機のプロペラが損傷するのを避けるため、射撃後の装弾子と薬莢は機外に放出せずに鉄板の内張りを付けたジュラルミン製の箱に溜め込む方式をとるが、他の多くの戦闘機は空中で投棄しており、箱を含め重量で不利益となる。また訓練用として7.9 mm機銃2挺、または写真銃1挺を機首に搭載することができた。爆撃兵装としては各種の60 kg（6番）爆弾ならびに1 kg爆弾を主翼下に4発まで搭載可能。弾体制止（爆弾押さえ）は翼に内蔵され、簡単なバネ仕掛けによって爆弾投下後に自動で格納されるようになっていた。懸吊位置は胴体中央から3720ミリ/4020ミリの片翼2発で、同2985ミリ位置（フラップとエルロンの境目）に懸吊される落下タンクとの同時装備が可能である。
防弾装備として燃料タンクは上記の如くゴムによる自動防漏となっており、自動消火装置も装備されていた。弾倉前面には16 mm厚の防弾鋼板が配置され、弾倉と操縦者を防護しているが上部は30 mm機銃の銃身が通るため穴が開いている。風防正面には70 mm厚の特殊防弾ガラスが装着された。

### 試験飛行
全3回の試験飛行は海軍から九州飛行機に入った宮石操縦士が担当し、エンジンは全開にせず降着装置を出したままの状態であるが、水平飛行中に最大速度293.5 km/hを記録している。第一回試験飛行（1945/8/3）ではプロペラのカウンタートルクを相殺しきれず右に傾いたままの飛行となり、これがまず調整の大きな課題と目されたが。それ以外は特に偏壁なしと報告された。しかし第二回試験飛行（1945/8/6）では右傾斜以外にも「上昇中、昇降舵を上げ一杯とるも機首下がる」「着陸時、接地直前に少し上げ舵をとると機首が急に上がり、下げ舵一杯にて接地す」という報告になり、第三回試験飛行（1945/8/8）でも「回転の増減による機首の変化特になきも、低回転になるにつれて機首下がる」「水平飛行中、離陸フラップ上げれば機首下がり、昇降舵上げ一杯にて水平飛行可能なり」と縦安定の不良が報告されている。また飛行中の油温過昇も記録されており、対策も計画されたが改修を受ける前に終戦を迎えた。ただし雷電で問題になった延長軸の震動はとりあえず低速では起こらず、方向安定の方はきわめて良好であったという。

#### 空力特性の複雑化
1. 後退翼は直線翼に比べ揚力分布が外翼側で大きく内翼側で小さい[59][60]。これは通常の計算方法[61]で求まる空力平均翼弦位置より実際の空力平均翼弦が外側（後退翼なので後方）にずれる事を意味し[62]、バランスを取るには前翼の揚力が不足する。この点、飛行試験で確認された機首下げ傾向と一致し、設計の参考にされたK-16滑空機（直線翼）、MXY6（後退角浅く、馬力不足のため自力では水平飛行もできない[63]）、震電風洞模型（レイノルズ数が小さい）では実態をはかりかねた可能性がある。対策として前翼の取付角を1度から3度に変更する事が決まっていたが、前翼機の安全な失速特性、「主翼より先に前翼が失速するので自然に機首が下がり失速から回復する」[64]の代償として、主翼の方は失速までに幾分の余裕があり最大揚力係数に潜在能力を残していても前翼の失速と同時にそれは生かされず切り捨てられる欠点があり、前翼のプラス2度の取付角変更で失速迎角到達が早まる分、主翼の潜在能力をより多く捨てる結果を招く。
2. 震電のフラップは主翼(スプリット)と前翼(スロテッド)の両方に装備され連動[45]で作動するが、試験飛行の結果を受け「フラップ角35度に統一」(前／主翼)されており、零戦の60度(スプリット)、P51の50度(スロテッド)と比較して浅い角度しか取れない。これは昇降舵の｢引き舵｣が効く余地を残すため(前翼)、フラップ位置が機体重心から遠く[注釈 18]機首下げ[65]になるため(主翼)で、揚力係数の高いフラップ(ファウラーやダブルスロテッドなど)の採用は困難である事を示している[66][67]。[注釈 19] この欠点は離着陸滑走距離のみならず最高速度の指標となる翼面馬力向上[68]の足かせとなる[注釈 20]。なお、主翼のスプリットフラップは展開時に剥離乱流が発生し[69]、プロペラの効率が落ちるので本来は推進式プロペラ機には向かない[70]。
3. エンテ機の避けられない宿命として主翼は前翼によって乱され、流速も落ちた流れの中にあり、翼端渦と吹き下ろし[71]は主翼の効率を恒常的に低下させる。それと同時に昇降舵の操作でも煽りを受け主翼迎え角(＝揚力)が変動するので縦安定が過敏になりやすい[64]。もちろん乱流の影響は主翼内側に限定されるが、翼端の迎え角が相対的に高くなり、後退翼でもある震電は翼端失速を起こしやすくなる。この傾向を改善するため[72]、震電の主翼取付角は翼根、中央翼、翼端でそれぞれ0度、3度、0度とバラバラで[73]、通常の尾翼機が全翼幅に渡って理想的な迎え角で揚力を稼ぐのに対し揚抗比で不利である[注釈 21]。

量産までの試作機改修計画
- ～2号機
  1. 右傾対策用操舵系補正機構組込
  2. 前翼取付角度1度→3度
  3. フラップ動作角度35度
  4. 潤滑油冷却器空気取入口改修

- 3号機
  1. プロペラ接地事故対策として主脚取付位置10 cm後退
  2. 臨時で取り付けていた側翼車輪廃止
  3. 発動機変更 ハ43-43に伴い過給器用空気取入口右のみ
  4. 機銃搭載

- 4号機～
  1. 面積150 %の4翅プロペラに換装（甲案：直径3.4 m 乙案：直径3.5 m）

- 8号機～
  1. 発動機変更 ハ43-44でフルカン接手廃止
  2. 潤滑油減少に伴うタンク小型化で重心位置が変わる為後部胴体延長

- 量産機
  1. 主翼桁の生産性向上のため発動機マウント10 cm上げ、カウル形状変更

## スペック
| 制式名称      | 震電 |
| 機体略号      | J7W1 |
| 乗員          | 1名 |
| 全幅/前翼幅   | 11.114 m / 3.820 m |
| 全長          | 9.76 m |
| 全高          | 3.55 m、3.92 m |
| 主翼/前翼面積 | 20.50 m2 / 2.4 m2 |
| 主翼断面形    | LB層流翼 最大厚位置 45%翼弦 |
| 側翼          | 全高 2.2 m / 面積 1.6 m2×2 |
| 縦横比        | 主翼 6 / 前翼 6 / 側翼 3.025 |
| 翼面荷重      | 241.5 kg/m2 |
| 自重          | 3,525 kg、3,465 kg |
| 正規全備重量  | 4,950 kg |
| 発動機        | 三菱重工業製 ハ43-42（MK9D改）減速比 0.412 星形複列18気筒 （燃料噴射式・延長軸 900mm・強制空冷・流体継手搭載の過給機） 重量 1155kg (延長軸を含む) |
| 出力          | 2,130 HP 1,590 kW |
| プロペラ      | 直径 3.4m 住友VDM 6翅 重量 310 kg（変節機構関係を含む） (量産型では幅広 4翅に変更予定)                                                            |
| 燃料          | 胴体タンク 400L 翼内タンク 200L×2 増加タンク 200L×2 メタノール 75L×2 潤滑油 165L                                                                  |
| 最高速度      | 750 km/h(計画値) 高度8,700 m時 |
| 巡航速度      | 425 km/h |
| 航続距離      | 1,000～2,000 km （装備で変動） |
| 実用上昇限度  | 12,000 m |
| 上昇率        | 750 m/min |
| 最大離陸      | 5,272 kg |
| 離陸滑走距離  | 560 m |
| 着陸滑走距離  | 580 m |
| 武装          | 五式30 mm固定機銃一型乙（機銃一門あたり弾丸60発携行、発射速度は毎秒6発から9発）×4 訓練用7.9 mm固定機銃×2または写真銃×1                            |
| 爆装          | 30 kg 乃至 60 kg×4 |

- 動力：単発、推進式（プッシャ）
- 主翼：低翼、単葉
- 動翼：前翼型式
- 構造：全金属製、主翼・層流翼型、前翼・開閉式スロット翼
- 降着装置：引き込み脚、前輪式

## ジェット機化
震電には「震電改」（略符号J7W2）として将来ジェット化する構想があったという説がある。この震電のジェット化構想説の根拠は、元九州飛行機設計部第1設計課副課長清原邦武の航空雑誌への寄稿である。
清原は寄稿で「1944年6月5日、空技廠で開かれた『試製「震電」計画要求書研究会』上かその後の指示で、空技廠発動機部員より「ガスタービンの使用を考慮して設計を進めよ。」というのがあった。震電に取付けるのは地上静止推力900kg、ほぼ3,000HP相当のもので速度は420kt（780km/h）程度になるだろう。ただし離陸補助ロケットが必要だが、これは過荷重としたいということだった。石川島芝浦タービンで試作中のネ130ジェットエンジンだったようだ。いよいよトモエ戦時代も終るなと思った。「震電」の発動機配置からすれば、ジェットエンジンに換装することはそれほど難しくないように思われた。ぜひ早く実現したいものだと興奮を感じたことを覚えている。結局、これは実現しなかったが、中島飛行機で設計された双発ジェット攻撃機「橘花」は九州飛行機でも試作し、1号機がほとんど完成したときに終戦となった。」と証言している。
しかし、その他には震電についてはジェット化を考慮して設計された具体的な記録が見つかっていない。また、震電の動力艤装班主任を務めた西村三男もジェット化の話があったことは認めているが、実現に向けては「具体的には何ら進んでいなかった」とも証言している。搭載予定であった当時試作中のジェットエンジン、ネ130の開発の進行状況も終戦近くにようやく全力試験にとりかかった段階であり、実際に運用できる状況でなかった。
原因として、その前身であるネ20は様々な致命的欠陥を抱えており、この欠陥の結果設計時全力運転でわずか15時間と非常に耐久寿命が短い状態であったが、当時震電と並行して開発されていた橘花の試験飛行時でもこの欠陥が露呈しており、解決には向かっていなかったという。この欠陥はネ20のみでなく開発中のネ130にも起こっており、もちろん震電に搭載できる状況では無かった。
更に言えば、戦争末期の日本には最早ジェットエンジンに必要不可欠な耐熱金属を作るための希少金属（ニッケル、クロムなど）がほぼ枯渇しており、よく言われる排気タービンもこの資源不足による耐熱性の高い代替金属の開発が一つの大きな壁となっていた。従って、仮に試作エンジンが完成したとしても量産はほぼ不可能であったと考えられる。

## 現存機・レプリカ

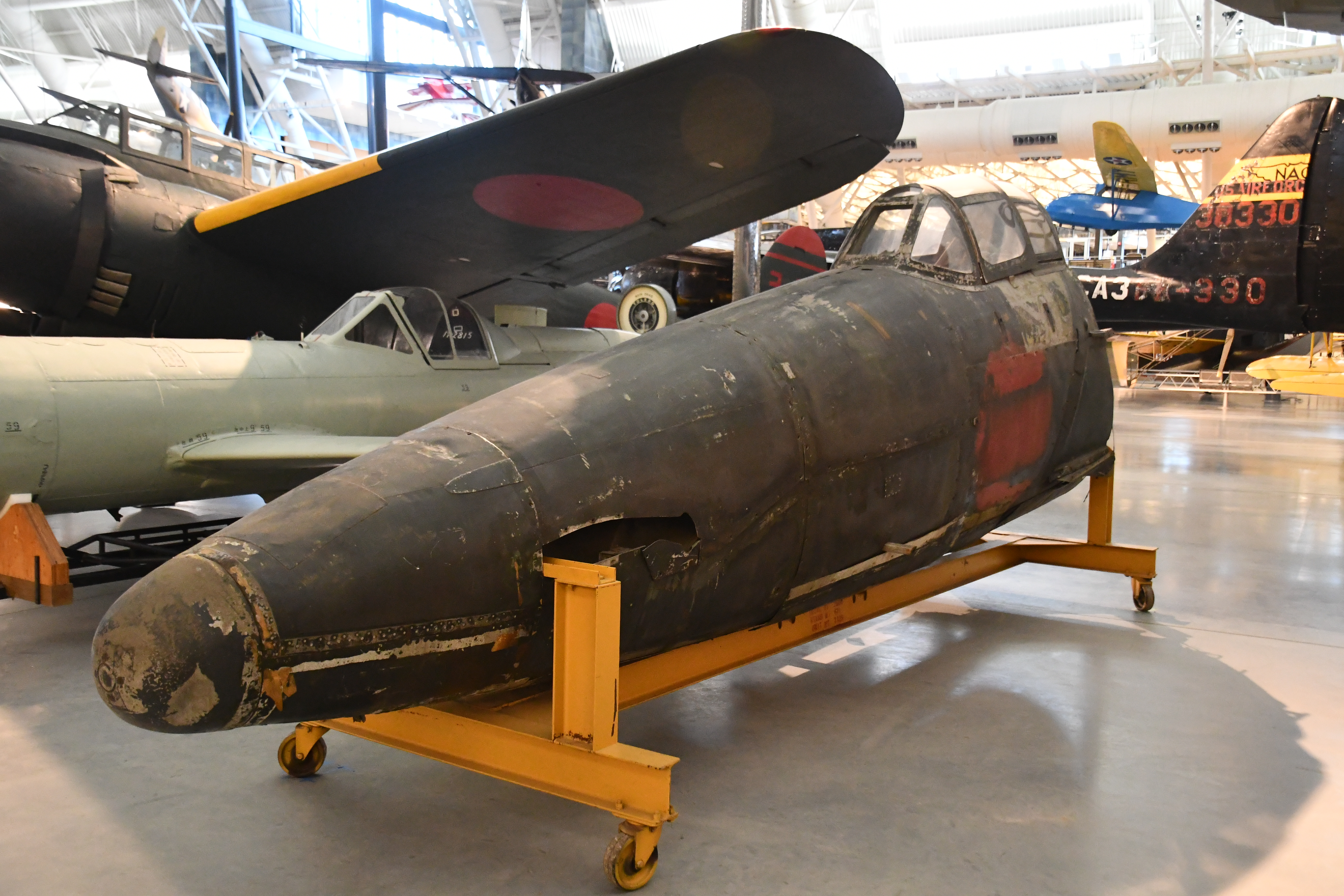
現存する1号機の前部（2019年撮影）

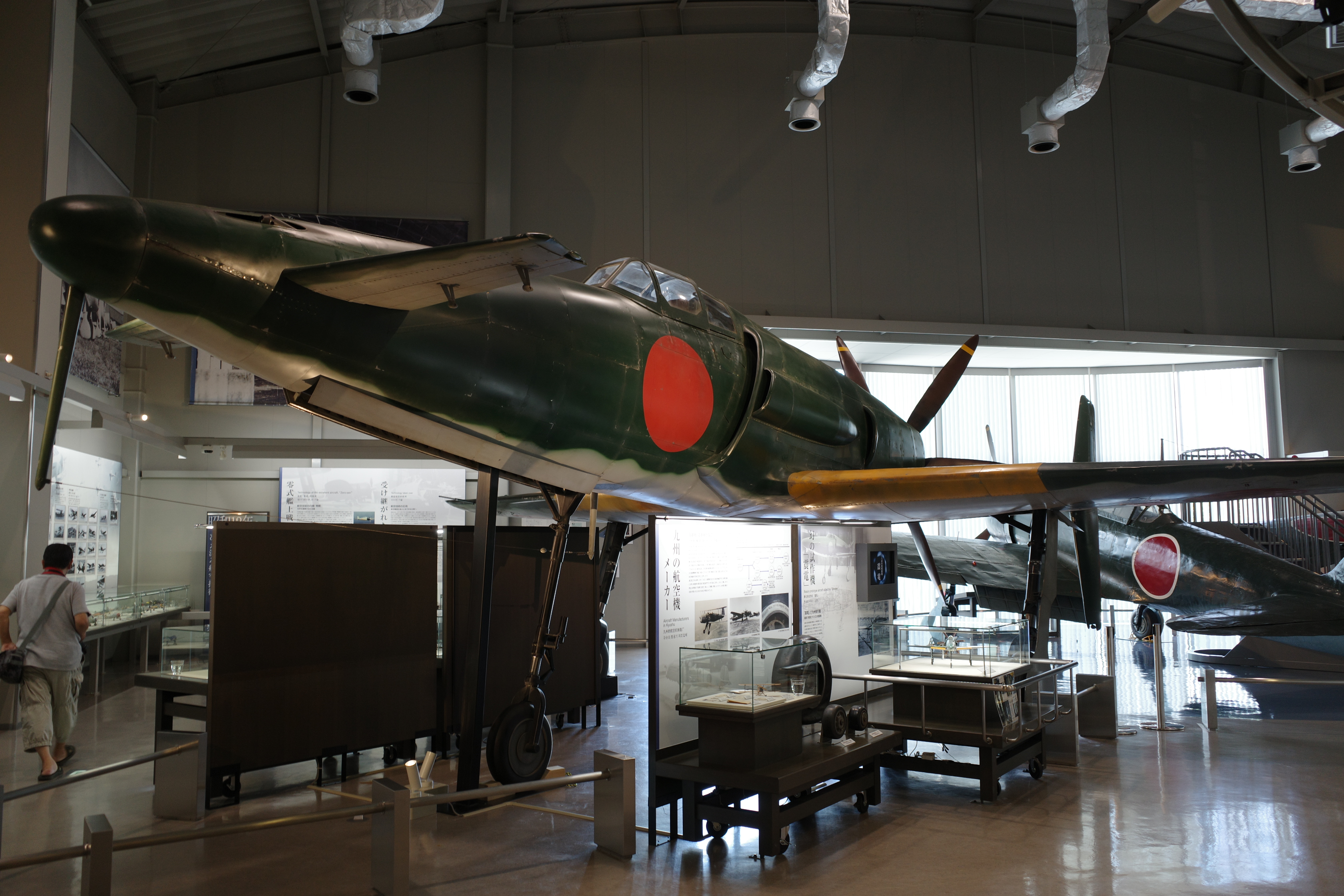
大刀洗平和記念館の実物大模型

終戦時、設計図や資料、及び組み立て途中の2、3号機と十数号機までの部品類が海軍の命令で焼却されたが、1号機は蓆田飛行場の格納庫に保管された。のち連合国軍の命令により、破損していた（敗戦に憤慨した工員が破壊したとも）風防などが復元された。さらに試験飛行の命令も出たがこれは果たせなかった。
1号機は1945年10月に船便にてアメリカへ研究のために運ばれた。また九州飛行機本社以外の分工場に保管されていた資料類も英訳してアメリカ軍に引き渡された。1号機は国立航空宇宙博物館の復元施設であるポール・E・ガーバー維持・復元・保管施設にて分解状態のまま保存されていたが、2019年現在はスティーブン F. ユードバー＝ハジー・センター（国立航空宇宙博物館別館）で操縦席から前の部分のみが展示されている。
2023年公開の映画『ゴジラ-1.0』の撮影のために制作された実物大のレプリカが、2022年7月から福岡県朝倉郡にある大刀洗平和記念館に展示されている。史実と異なり少数が極秘に実戦配備されていたといった劇中の設定を反映し、尾翼下の車輪が無い、圧縮空気式の射出座席が装備されているなど実機との相違点がある。
その他、震電の形状を完全に再現したレプリカではないが、スカイスポーツ愛好家の青木章市が、震電を模した前翼型の自作飛行機「ToyPlane震電」を製作し、2014年9月2日より石狩浜で地上滑走試験を行っている。

## 登場作品
本機は試作機でありながら、特異な外観や歴史的経緯から人気が高いため、多数のフィクション作品に登場する。